# Henri Dangon
Henri Louis Dangon, né le 16 juin 1879 à Lyon  et mort le 8 mars 1958 à Paris, est un peintre, dessinateur et illustrateur français.

## Biographie
Henri Dangon, fils du dessinateur Antoine Étienne Dangon et de Reine Peiron, est le cadet d'une fratrie de six enfants. La famille s'installe à Paris à la fin du XIXe siècle. Henri effectue son service militaire en 1900 et bénéficie d'une dispense en tant qu'élève à l'École des Beaux-Arts de Paris. Le 3 août 1914 il est remobilisé et affecté au 45e régiment d'infanterie. Le 9 décembre 1915 il est affecté comme téléphoniste au 8e régiment du Génie puis à l'État-Major. Il est démobilisé le 11 février 1919.
Henri Dangon se marie le 18 juin 1912 avec Marie Bonnet ; sa sœur Jeanne Dangon, également artiste peintre, est témoin du mariage.
Il meurt à son domicile de la rue Mouffetard, à l'âge de 78 ans. Il est inhumé le 12 mars 1958 au cimetière du Père-Lachaise.

## Œuvres
Pour le Salon des artistes réservé aux artistes du Front tenu en 1916 au jardin des Tuileries, Henri Dangon réalise une affiche représentant un soldat tenant une petite statue de la Victoire ailée qu'il a sculptée. Cette œuvre recevra le premier prix.
Il publie ses œuvres dans divers périodiques parisiens comme Le Sourire, Le Rire.

## Galerie

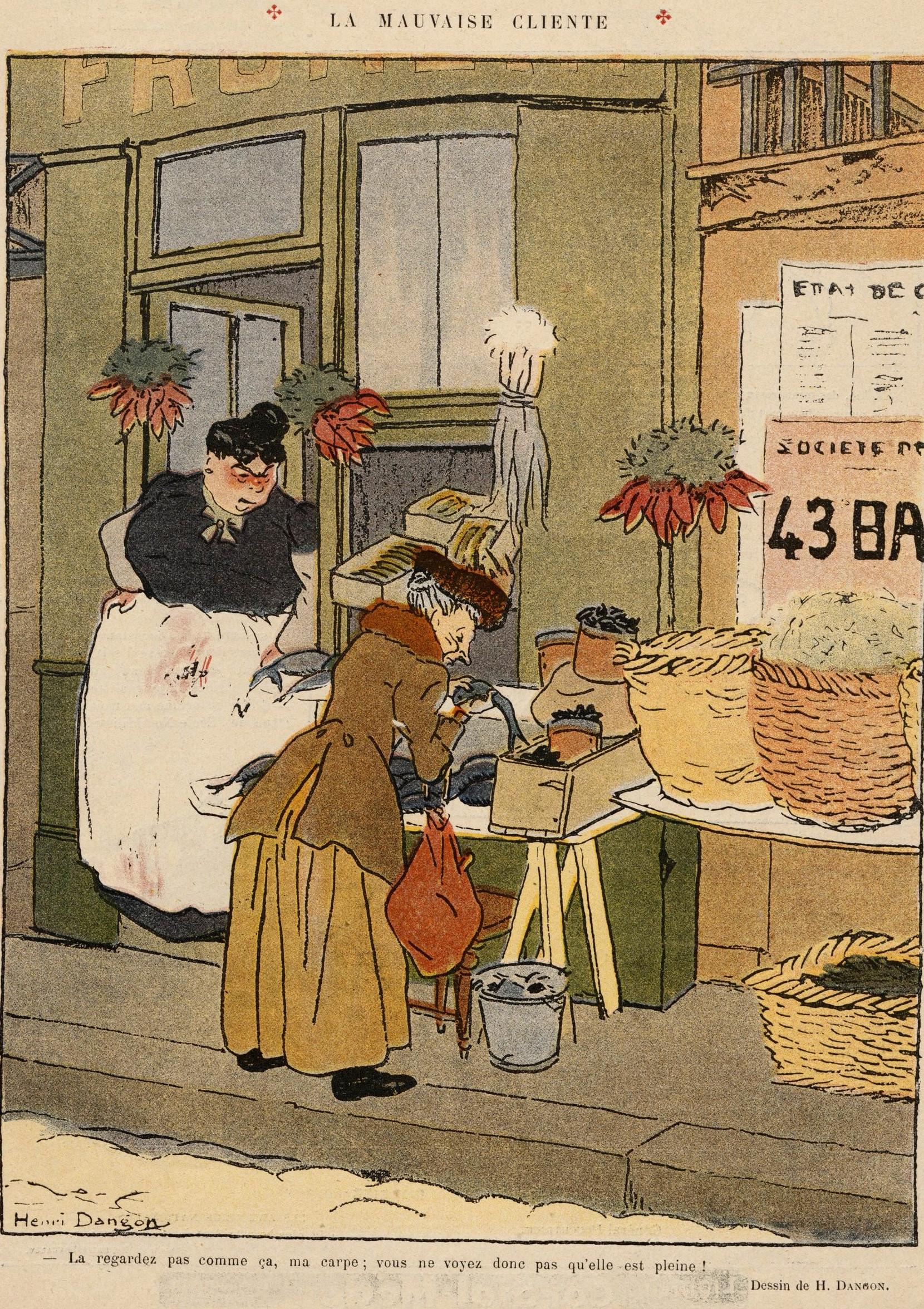
La mauvaise cliente (1911)
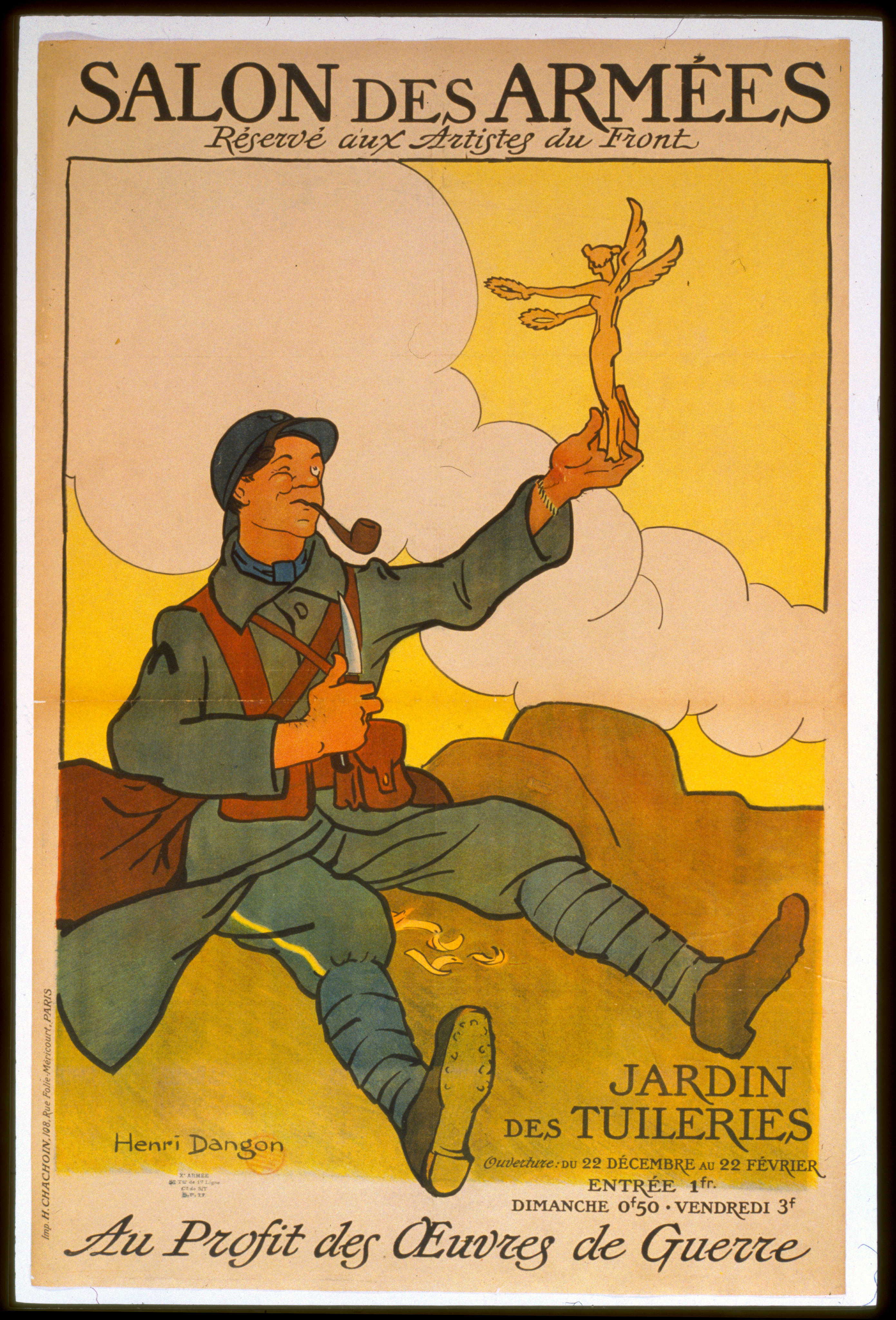
Affiche du salon des armées (1916)
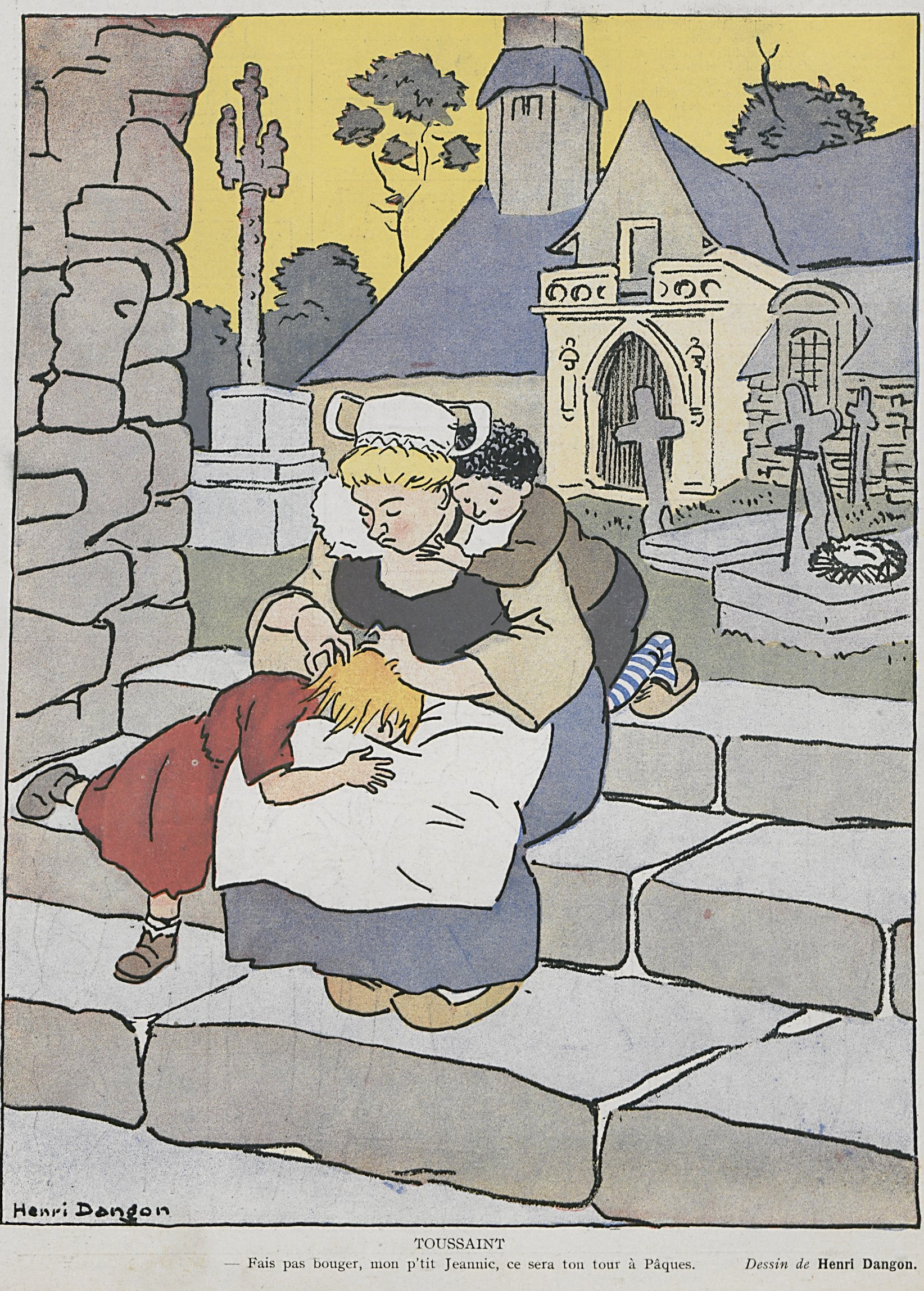
Toussaint (1911).
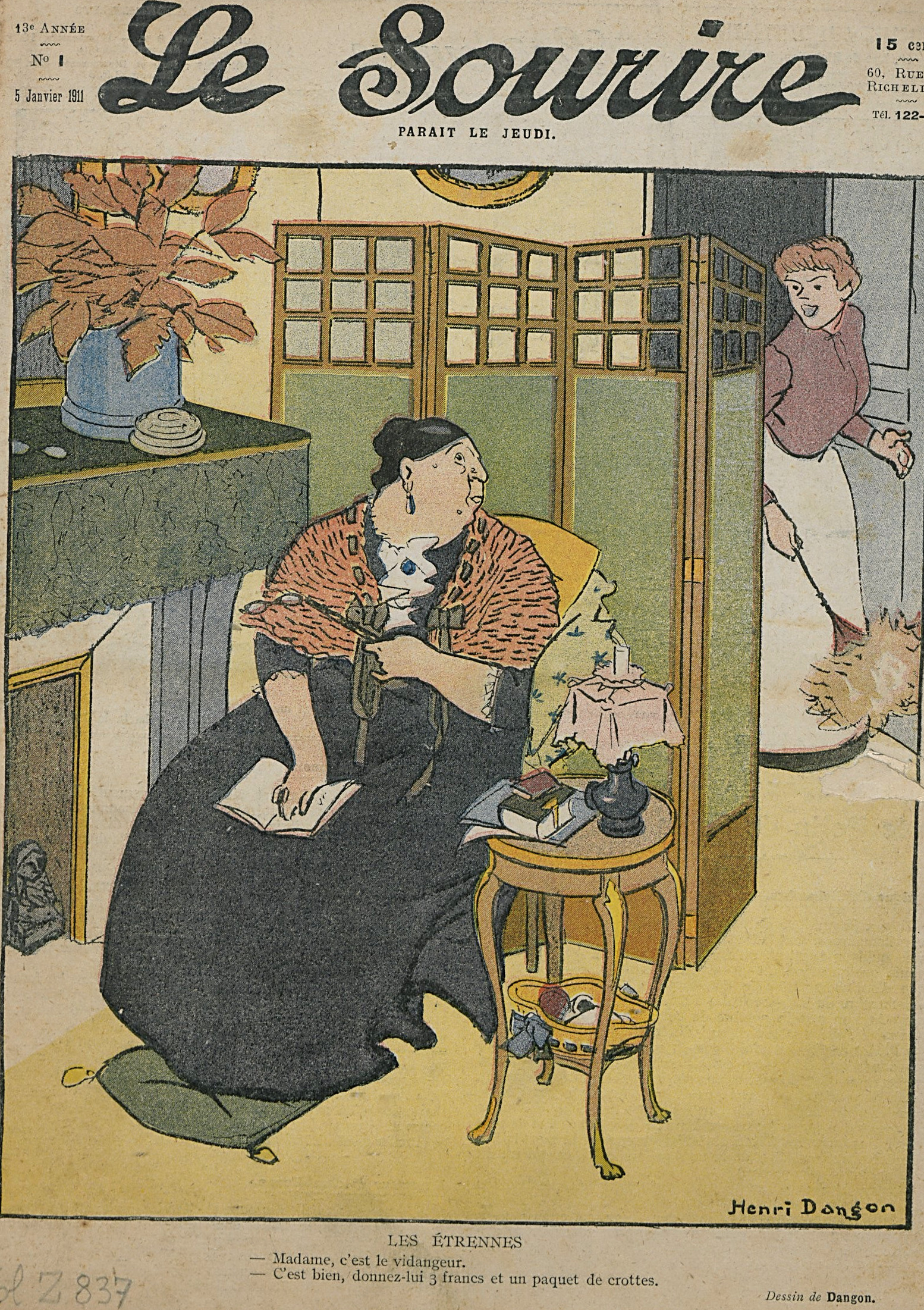
Les étrennes (1911).